# Hampel József
Hampel József (Pest, 1849. november 10. – Budapest, 1913. március 25.) magyar régész, egyetemi tanár, az MTA tagja. Főként Magyarország régészeti anyagát összefoglaló, alapvető munkáiról ismert, amelyekben a kor fő irányzatának megfelelően, tárgytípusonként foglalkozott a leletanyaggal.

## Élete
Német eredetű polgárcsaládból származott, már a pesti piarista gimnáziumban Rómer Flóris oktatta és irányította. Jogi tanulmányai után az ő javaslatára a Magyar Nemzeti Múzeumhoz került. Higgadt és elfogulatlan fejjel látott neki a régészeti anyag megismerésének és rendezésének, ebben nagy segítségére volt az 1876-os nemzetközi ősrégészeti kongresszus szervezése kapcsán (titkárként) a vidéki múzeumok leletanyagának áttekintése. Az ezzel összefüggésben rendezett régészeti kiállítása anyagát katalógusban is megjelentette.
1877-től az érem- és régiségosztály őre, ill. a budapesti egyetem klasszikus régészet (klasszika-archeológia) szakán magántanár. 1880-tól rendes, 1890-től pedig nyilvános rendes tanár. Ekkor lett az MNM Érem- és régiségtárának igazgatója. Ezen minőségében a régészeti kutatások szervezésében és a feltárt anyag feldolgozásában jeleskedett. 1883-ban feleségül vette Pulszky Polixéniát, a prominens politikus, Pulszky Ferenc leányát.

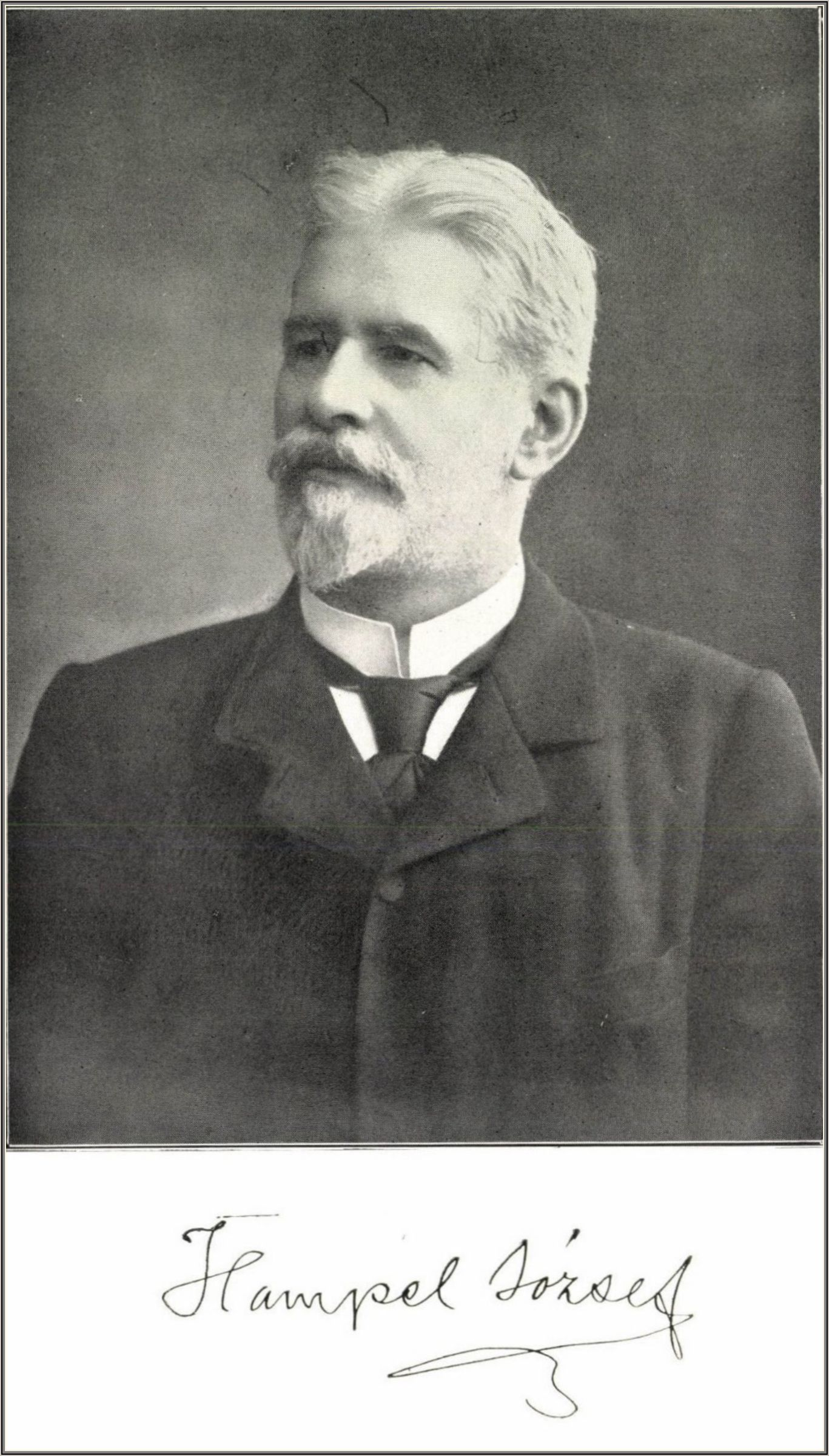
Hampel József, udvari tanácsos

Mivel az oktatás a tanárképzést szolgálta, a görög és római művészettörténeten kívüli korokkal csak érintőlegesen foglalkozott előadásaiban. Mindig csakis tényeket közölt, feltevésektől és nem alátámasztott elméletektől tartózkodott. Az anyagot világosan tagolta, a könnyű áttekinthetőség érdekében. A Rómer óta bevett gyakorlaton, miszerint a professzorok az MNM-ben is dolgoznak, nem változtatott, így amíg az Érem- és régiségtár nemzetközi hírűvé nem vált, az egyetemen a gyakorlati oktatás háttérbe szorult.
Ő létesítette a múzeum gipszöntvény-gyűjteményét, ami végül a Szépművészeti Múzeumba került, valamint a gazdag római kőtárat.
1878-ban létrehozták az Országos Magyar Régészeti és Embertani Társulatot, ennek titkárává is megválasztották. Ezt a posztot 1885-ig töltötte be, amikor is átvette Pulszky Károlytól az Archaeologiai Értesítő c. régészeti folyóirat szerkesztését, amit aztán 28 éven keresztül, haláláig folytatott, miközben európai szintre emelte. Bibliográfiája majdnem 400 tételt tesz ki. Ezen és más munkáiért, kétségtelen érdemei mellett is érték bírálatok. 1884-ben az MTA levelező, majd 1892-ben rendes tagja lett.
Gyakran hangoztatott tudományos munkaelve: „Ha az ember valamiről valamit nem tud, előadást tart róla, ha semmit sem tud róla, akkor cikket ír, s ha éppen fogalma sincs arról, akkor könyvet ír róla: így egész biztosan meg fogja tanulni, amit nem tud.”
Tanítványa volt többek között: Kuzsinszky Bálint (1864-1938).

## Régészeti munkássága
Előbb, nyilván Pulszky Ferenc nyomán, az önálló rézkor mellett tört lándzsát, azonban később ezt - külföldi kutatók nézeteinek hatására elvetette.
Az egyetemen és kutatóként is sok időt szentelt Aquincum és Pannónia történetének, azonban eme munkája befejezetlenül maradt. Tisztán a régészeti leletek alapján rehabilitálta az eraviszkuszok jelenlétét ezen a területen.
A népvándorláskor leletanyagát népek szerint különválasztotta: germán, szarmata, avar és magyar leletkörre. Az övveretek alapján (készítési módjuk és díszítésük) elkülönítette a 2. (öntött) és a 3. csoportot (trébelt és préselt) azonban időben fordítva helyezte el őket.
A honfoglalás kutatásában hangsúlyozta a moszkvai és pétervári tanulmányútjai során személyesen is megvizsgált keleti párhuzamok fontosságát. Nagyban támaszkodott a Zichy Jenő-féle expedíció újabb eredményeire (Pósta Béla közlései nyomán), valamint a külföldi (főként orosz) szakirodalomra. A díszítő motívumok kérdéskörével is behatóan foglalkozott.

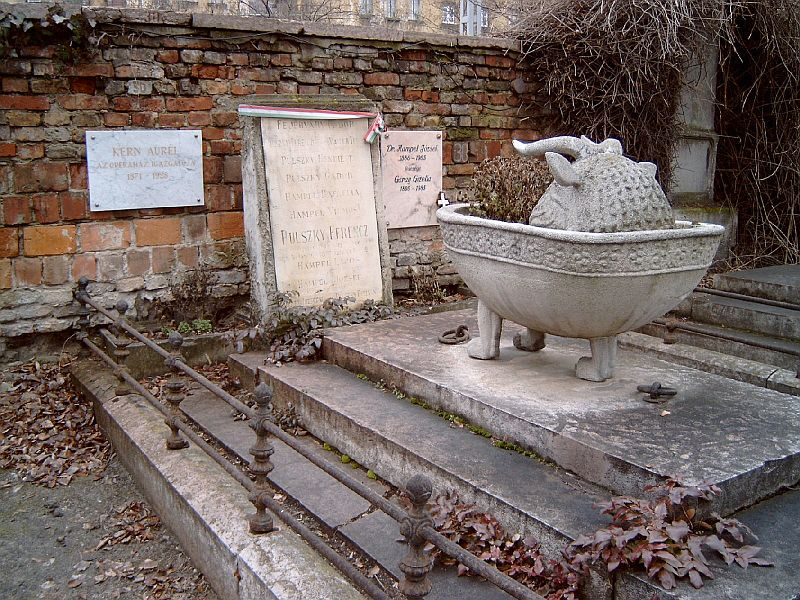
Hampel József sírja Pulszky Ferencé mellett a Kerepesi temetőben (Donáth Gyula alkotása)

A középkori nyugati magyar származású emlékekkel, valamint az ötvösmunka kutatásával is foglalkozott. Új szakszavakat is bevezetett a szakirodalomba. A muzeológia terén is jártas és tevékeny ember volt. Állásánál fogva udvari tanácsos lett, azonban ez sem változtatott szerénységén.

### Hampel A és Hampel B leletcsoportok
Leegyszerűsítő módon a gazdagabb mellékletű, nemesfém tárgyakat is tartalmazó, fegyverrel ellátott lovassírokat vélte magyar etnikumúaknak (Hampel A), a nagyobb sírszámú, szerényebb mellékletű, fegyver és lószerszám nélküli temetkező népességet pedig szlávnak (Hampel B).

## Fő művei
- 1870 Aquincum története
- 1871 Aquincum történetének vázlata
- 1871 A Szabolcsmegyei Muzeum (k.a.: Aigner Lajos, Pest)
- 1876 Catalogue de l’exposition préhistorique des musées de province et des collections particuliéres de la Hongrie. Budapest
- 1884 Adalék Pannonia történetéhez Antoninus Pius korában Bp.
- 1885 Der Goldfund von Nagy-Szent-Miklós sogenannter "Schatz des Attila". Bp. Online
- 1886-1896 A bronzkor emlékei Magyarhonban I-III, Bp. (németül és franciául is)
- 1896 A honfoglalási kor hazai emlékei, Bp.
- 1894, 1897, 1904 A régibb középkor (IV-X. század) emlékei Magyarhonban I-III., Bp.
- 1895 Ujabb tanulmányok a rézkorról Bp.
- 1900 Az antik szobrászat története, Bp.
- 1903, 1905, 1911, 1912 A Dunavidéki lovasistenségek emlékei (Arch. Ért.)
- 1905 Alterthümer des frühen Mittelalters in Ungarn (I-III. Braunschweig) Erster Band Zweiter Band
- 1906 A Nemzeti Múzeum legrégibb pannoniai sírtáblái Bp.
- 1907 Újabb tanulmányok a honfoglalási kor emlékeiről Bp.